# Ryszard Kowalczyk (profesor nauk technicznych)
Ryszard Kowalczyk – profesor nauk technicznych, dr hab. inż. specjalista w zakresie konstrukcji betonowych, nauczyciel akademicki, były dziekan Wydziału Budownictwa i Inżynierii Środowiska Politechniki Białostockiej, profesor zwyczajny Wyższej Szkoły Ekologii i Zarządzania w Warszawie.

## Życiorys
W 1992 prezydent RP nadał mu tytuł naukowy profesora nauk technicznych. Był wykładowcą i dziekanem Wydziału Budownictwa i Inżynierii Środowiska Politechniki Białostockiej. Przez 3 lata pracował w Eidgenossische Material- Prufungsanstalt w Zurychu (Szwajcaria), uczestniczył też w pracach badawczych i wykładach w The University of Calgary (Kanada) i Lehigh University (USA). Był ekspertrem UNESCO i przez 6 lat pracował w UNRWA na Bliskim Wschodzie jako doradca do spraw edukacji technicznej.  Przez wiele lat wykładał także w Uniwersytecie da Beira Interior w Portugalii, gdzie przez 4 lata był Dziekanem Wydziału Budownictwa. Był zatrudniony w Instytucie Podstawowych Problemów Techniki Polskiej Akademii Nauk. Obecnie jest profesorem zwyczajnym na Wydziale Architektury Wyższej Szkoły Ekologii i Zarządzania w Warszawie.
W 2001 otrzymał tytuł Profesora Honorowego Politechniki Krakowskiej, w 2004 tytuł Profesora Honorowego Politechniki Śląskiej, a 13 czerwca 2014 nadano mu tytuł Honorowego Profesora Politechniki Białostockiej.
W dniu 10 października 2016 otrzymał tytuł doktora honoris causa Uniwersytetu Beira Interior w Portugalii.
W  2013 Polski Związek Inżynierów i Techników Budownictwa został wyróżniony Medalem PZITB imienia Prof Stefana Kaufmana, a w 2016 medalem imienia Prof. Romana Ciesielskiego.
Aktywnie uczestniczył w działalności organizacji międzynarodowych takich jak International Association for Bridge and Structural Engineering (IABSE) i Council on Tall Buildings and Urban Habitat (CTBUH). W tej organizacji pełnił szereg funkcji jak Sekretarz, przewodniczący kilku komisji roboczych, Council V-Chairman for Europe. W 2009 został mu przyznany tytuł CTBUH Fellow.